# Szilárd Mezei
Szilárd Mezei (* 12. Februar 1974 in Senta, Serbien) ist ein ungarischer Violinist (und Kontrabassist), Improvisationsmusiker und Komponist.
Mezei studierte Violine in seiner Heimatstadt und später Komposition in Belgrad unter Zoran Eric. Als Komponist komponierte er seit 2001 u. a. Bühnenmusik für Josef Nadj. Als Improvisationsmusiker arbeitete er u. a. mit György Szabados zusammen.

## Diskographische Hinweise
- Szilárd Mezei / Albert Márkos Korom (Creative Sources 2008)
- Elektrokozmetika (2008)
- Hő (Aural Terrains 2010, rec. 2007)
- Szilárd Mezei, Michael Jefry Stevens Anzix (Artists Recording Collective 2011)
- Tél / Winter (2012)
- Szilárd Mezei International Improvisers Ensemble: Karszt (2014)
- Samo Šalamon, Szilárd Mezei, Achille Succi: Free Sessions Vol. 1: Planets of Kei (Not Two Records, 2017)
- Szilárd Mezei, Marina Džukljev, Vasco Trilla: Still Now (If You Still) (FMR, 2017)
- Szilárd Mezei & Ernő Hock: Merre száll (2018)
- Szilárd Mezei Quintet: A sors bolondjai – Fools of Destiny – Hommage á William Shakespeare (2020)
- Old Book for Quartet (FMR, 2024)
- Jaguar-Flower  (FMR, 2024)
- To Whom It May Concern (FMR, 2024)